# Graf-Wilhelm-Straße 7 (Bregenz)

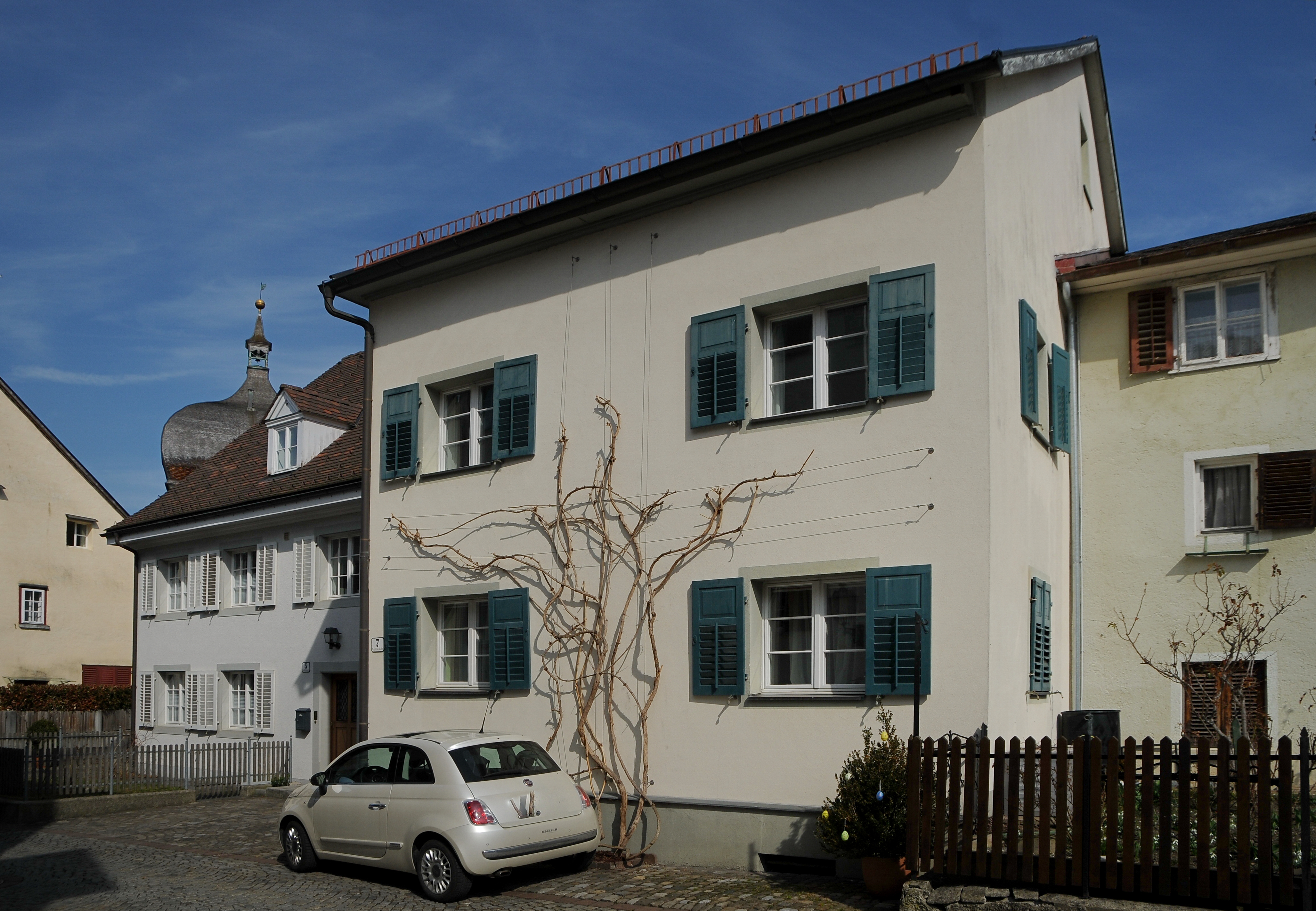
Graf-Wilhelm-Straße 7

Das Haus Graf-Wilhelm-Straße 7 ist ein Wohnhaus in der Oberstadt von Bregenz. Das Bauwerk steht unter Denkmalschutz (Listeneintrag).

## Geschichte
Das Bauwerk wurde in den 1930er Jahren unter Einbezug älterer Bausubstanz errichtet.

## Architektur
Das Wohnhaus steht, gegenüber den Nachbarhäusern um eine Fensterachse vor. Die Fassade des zweigeschoßigen Gebäudes weist keinen Zierrat auf. Zwischen Graf-Wilhelm-Straße 5 und diesem Gebäude ist ein Teil der Stadtmauer mit Schießscharte und Durchgangstor sichtbar.